# Jean Deutz
Pour les articles homonymes, voir Deutz (homonymie).
 (août 2013).
Si vous disposez d'ouvrages ou d'articles de référence ou si vous connaissez des sites web de qualité traitant du thème abordé ici, merci de compléter l'article en donnant les références utiles à sa vérifiabilité et en les liant à la section « Notes et références ».
Jean Deutz (également connu sous le nom de Johann van der Deutz), né le 9 décembre 1743 à Amsterdam et mort le 29 janvier 1784 dans la même ville  est un juriste, banquier et mécène de la botanique néerlandais.
Botaniste amateur, il a financé les voyages du botaniste suédois Carl Peter Thunberg vers l'Asie. Celui-ci s'est rendu au Cap de Bonne-Espérance, à Java et au Japon et y a découvert de nombreuses espèces végétales.
Thunberg a rendu hommage à son mécène en créant le genre Deutzia.